# Gouvernement von Fieandt
République de Finlande
Sukselainen I  Kuuskoski 
Le gouvernement von Fieandt est le 42ème gouvernement de la République de Finlande, qui a siégé 149 jours du 29 novembre 1957 au 26 avril 1958.

## Composition
| Ministre                                                                         | Période    | Période   | Parti | Parti |
| -------------------------------------------------------------------------------- | ---------- | --------- | ----- | ----- |
| Premier ministre Rainer von Fieandt                                              | 29.11.1957 | 26.4.1958 |       | amm.  |
| Vice-Premier ministre Ministre de l'Éducation Reino Oittinen                     | 29.11.1957 | 26.4.1958 |       | amm.  |
| Ministre des Affaires étrangères Paavo Hynninen                                  | 29.11.1957 | 26.4.1958 |       | amm.  |
| Ministre de la Justice Kurt Kaira                                                | 29.11.1957 | 26.4.1958 |       | amm.  |
| Ministre de l'Intérieur Urho Kiukas                                              | 29.11.1957 | 26.4.1958 |       | amm.  |
| Ministre de la Défense Kalle Lehmus                                              | 29.11.1957 | 26.4.1958 |       | amm.  |
| Ministre des Finances Lauri Hietanen                                             | 29.11.1957 | 26.4.1958 |       | amm.  |
| Vice-Ministre des Finances Ahti Karjalainen                                      | 29.11.1957 | 26.4.1958 |       | amm.  |
| Ministre de l'Agriculture Hans Perttula                                          | 29.11.1957 | 26.4.1958 |       | amm.  |
| Ministre des Transports et des Travaux publics Aku Sumu Paavo Kastari            | 29.11.1957 | 28.2.1958 |       | amm.  |
| Ministre des Transports et des Travaux publics Aku Sumu Paavo Kastari            | 28.2.1958  | 26.4.1958 |       | amm.  |
| Vice-ministre des Transports et des Travaux publics Paavo Kastari Erkki Lindfors | 29.11.1957 | 28.2.1958 |       | amm.  |
| Vice-ministre des Transports et des Travaux publics Paavo Kastari Erkki Lindfors | 28.2.1958  | 26.4.1958 |       | amm.  |
| Ministre du commerce et de l'industrie Lauri Jaakko Kivekäs                      | 29.11.1957 | 26.4.1958 |       | amm.  |
| Ministre des Affaires sociales Heikki Waris                                      | 29.11.1957 | 26.4.1958 |       | amm.  |
| Vice-ministre des Affaires sociales Erkki Lindfors                               | 29.11.1957 | 26.4.1958 |       | amm.  |